# Agrias cyaneradiata
Agrias cyaneradiata är en fjärilsart som beskrevs av Le Moult 1931. Agrias cyaneradiata ingår i släktet Agrias och familjen praktfjärilar. Inga underarter finns listade i Catalogue of Life.